# Колычёво-Боярское
Колычёво-Боярское — деревня в муниципальном округе Егорьевск Московской области России.

## История
Упоминается с 1705 года в составе Крутинской волости Коломенского уезда. В 1705 году принадлежало И. Б. Колычёву как сельцо Боярское, поселённое вновь на пустоши Арефановой. В сельце было 2 двора и 4 души мужского пола. В 1773 году в сельце за коллежским советником И. Н. Даниловым было уже 8 дворов, в которых проживали 23 мужчины и 20 женщин. В 1885 году Колычёво числилось деревней с 35 дворами и 189 жителями. Мужчины уходили работать на фабрику, 14 человек изготавливали бороны, женщины ткали нанку и мотали бумагу. 
До 2015 года входила в состав городского поселения Егорьевск.
В 2015 году вошла в состав городского округа Егорьевск, образованного в том же году путём упразднения Егорьевского района и объединения всех его поселений в единый городской округ.

## Демография
Последние десятилетия 20 века население деревни активно сокращалось. В 1996 году оставался единственный двор с последним жителем. На 2004 год постоянного населения не имелось. Однако, согласно Всероссийской переписи населения, в 2010 году население — 4 человек (2010).
| 1859 | 1868 | 1885 | 1905 | 1926 | 2002 | 2006 |
| ---- | ---- | ---- | ---- | ---- | ---- | ---- |
| 131  | ↗143 | ↗189 | ↗272 | ↘141 | ↘0   | →0   |
| 2010 |      |      |      |      |      |      |
| ↗4   |      |      |      |      |      |      |

## Фотографии

Фотографии
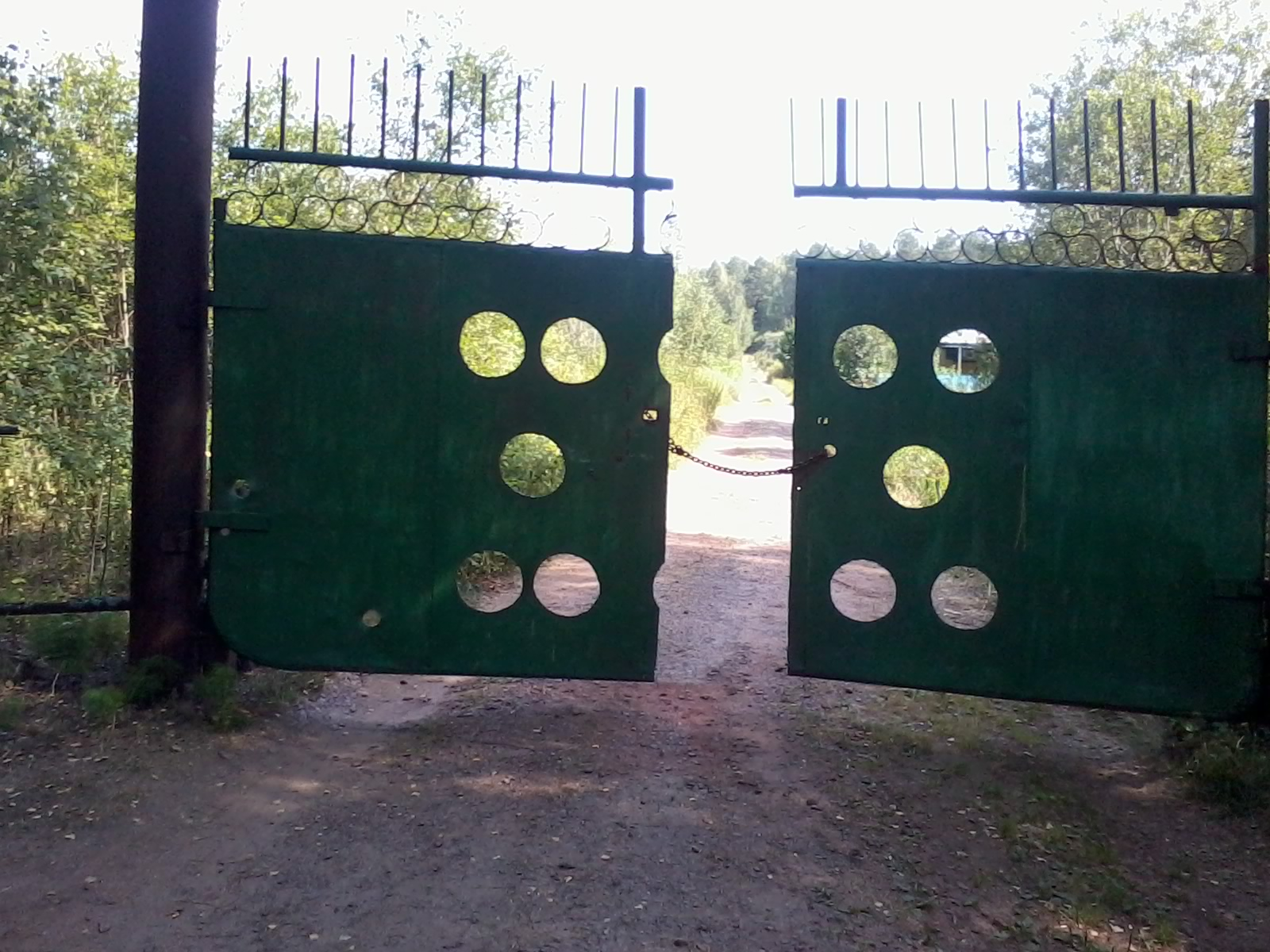
Въезд в с. Колычёво-Боярское